# 小行星15389
小行星15389（15389 Geflorsch）是一颗绕太阳运转的小行星，为主小行星带小行星。该小行星于1997年10月2日发现。

## 轨道参数
小行星15389的轨道半长轴为2.4388825 UA，离心率为0.188。